# Flüssigphasenepitaxie
Flüssigphasenepitaxie (englisch liquid phase epitaxy, LPE) ist ein chemisches Epitaxieverfahren, zur Herstellung von einkristallinen dünnen Schichten auf einem einkristallinen Substrat aus einer Lösung.

## Funktionsweise
Für die Flüssigphasenepitaxie gibt es mehrere verschiedene Ausführungen von Vorrichtungen (z. B. das Kippverfahren), in der eine Schmelze im Sättigungsbereich über das Substrat geführt wird. Das abzuscheidende Material (meist ein Halbleiter, wie Galliumarsenid oder Silicium) wird dabei in der Schmelze (dem Lösungsmittel) bei Temperaturen weit unter seinem Schmelzpunkt gelöst. Je nach Bedarf können auch gewünschte Dotierungsmaterialien beigemischt werden. Die Schmelze wird unter einer Wasserstoffatmosphäre in Kontakt mit dem Substrat gebracht, auf der die epitaktische Schicht aufwachsen soll. Dazu wird das Substrat gekühlt, wodurch sich die Löslichkeitsgrenze des Materials in der Schmelze verringert. Im Bereich der Sättigungskonzentration wird die Löslichkeitsgrenze überschritten und die gewünschte Schicht wächst auf.
Ein häufig eingesetztes Verfahren ist das Kippverfahren, dabei wird die gesättigte Schmelze über das Substrat gekippt. Ist die gewünschte Schichtdicke erreicht, wird die Restschmelze zur Beendigung des Prozesses einfach abgekippt. Mit diesem Verfahren ist es auch möglich, Schichtfolgen herzustellen, wie sie für Doppelheterostrukturlaser benötigt werden.

## Vor- und Nachteile
Bei der Flüssigphasenepitaxie findet die epitaktische Abscheidung nahe dem Gleichgewichtszustand statt. Damit ist hohe strukturelle Qualität der Schichten verbunden, die sich in nahezu atomar glatten Oberflächen und Grenzflächen äußert. Zudem kann eine sehr genaue Schichtstöchiometrie erreicht werden, die bei Gasphasenepitaxieverfahren teilweise problematisch ist.
Die Abscheidungsraten sind aufgrund der vergleichsweise hohen Konzentrationen ebenfalls relativ hoch, wodurch das Verfahren in vielen Fällen eine recht ökonomisches Epitaxieverfahren darstellt, vor allem in der Massenproduktion.
Die technische Umsetzung der theoretisch bestimmten Prozessparameter ist mitunter schwer zu realisieren, denn der Prozess ist empfindlich gegenüber den Wachstumsbedingungen und toleriert kaum Abweichungen von den optimierten Prozessparametern. Größere Stufen oder Wellenstrukturen in der Oberfläche können die Folge sein. Solche Defekte könne durch eine sorgfältige Auswahl und Reinigung des Substrates, der Reinheit der Gasatmosphäre und einer genauen Einstellung der Abscheidungsbedingungen vermieden werden.

## Anwendung
Das Verfahren wird vor allem bei der epitaktischen Abscheidung von Verbindungshalbleitern, bei stark unterschiedliche Partialdrücke der einzelnen Komponenten die Abscheidung über gasphasenepitaktische Verfahren schwierig ist. Das Verfahren wird beispielsweise zur großtechnischen Herstellung von GaAs- und GaP-Lumineszenzdioden verwendet. Als Lösungsmittel dient häufig die metallische Komponente, das heißt Gallium im Fall von Galliumarsenid, es sind aber auch andere niedrig schmelzende Metalle, wie Zinn oder Blei, möglich. Hier muss jedoch auch auf mögliche parasitäre Dotierungen durch das Lösungsmittel geachtet werden, so führt Zinn bei GaAs zu n-dotierten Schichten, da es auf Gitterplätzen des Arsens eingebaut wird.
Für Elementhalbleitern wie Silicium hat die Flüssigphasenepitaxie praktisch keine Bedeutung. Hier kommen vorrangig gasphasenepitaktische Verfahren zum Einsatz. Mögliche Lösungsmittel für eine Silicium-Flüssigphasenepitaxie wären Zinn, Aluminium und Gallium.
Ein anderes Anwendungsgebiet ist die Herstellung von Glaskeramiken, bei denen eine Kristallisation auf einem beigemischten Keim in der Schmelzphase einsetzt. In diesem Anwendungsfall wird jedoch nicht nur eine dünne Schicht erzeugt, sondern ein kompakter Werkstoff, welcher nur zu einem gewissen Teil kristallisiert ist.